# Japan Animation Contents Meeting
Japan Animation Contents Meeting（ジャパン アニメーション コンテンツ ミーティング）は、JAPAN国際コンテンツフェスティバル（COFESTA）の一環として2007年に新設されることとなったアニメーションの展示会。通称JAM（ジャム）と呼ばれている。

## 概要
アニメーションのキャラクターやストーリーを使用した商品化等、ライセンスビジネスの活性化を目的とし開催。キャラクター等を使用した商品アイディア、展覧会、地域活性化プロジェクト、IT関連、キャラ弁（キャラクター弁当）やクリエイターによるキャラクターの新表現など幅広いジャンルの企画が公募され、展示される。アニメ・チャレンジオーディションと、アニメ・ビジネスショーケースが展示会の柱となっている。

## 詳細

### アニメ・チャレンジオーディション
アニメのキャラクターやストーリー等を使用した未発表・オリジナルのアイディア・商品等が広くジャンルを問わず公募される。一次審査で実現性が高いとの評価を受け、著作権者の許諾がおりたものに関しては、実際にアニメのコンテンツを使用したサンプルや企画書を制作することができる。二次審査ではサンプルの品質チェックが行われ、審査を通過したもののみがJAM2007に出品することができる。
- 応募資格 : プロ・アマチュア、企業・団体・個人、年齢、国籍を問わず。
- 参加費 :無料
- 応募期間 :7月31日まで（必着）

### アニメ・ビジネスショーケース
既にアニメのライセンス許諾がおりている“新感覚”の商品やビジネスモデルを展開している企業、団体が出展する。また、アニメコンテンツとコラボレーションが可能な技術をもつ企業の出展も募集する。
- 応募資格 : ライセンス許諾を受けている企業・団体。アニメコンテンツとコラボレーションが可能な技術をもつ企業・団体。
- 出展料 :無料
- 応募期間 :8月10日まで（必着）

## 主催・協力
- 主催
  - 中間法人日本動画協会（AJA）
  - 経済産業省（METI）
- 協力
  - 社団法人日本イベント産業振興協会（JACE）

## JAM2007
- 会期 : 2007年10月4日〜10月7日（10月4日、5日はビジネスデー）
- 時間 :10:00〜17:00
- 会場 : 秋葉原UDX2階 AKIBA SQUARE（アキバ・スクエア）ほか（東京都千代田区外神田）
- 入場料 :無料